# Hexoplon anthracinum
Hexoplon anthracinum är en skalbaggsart som beskrevs av Martins 1967. Hexoplon anthracinum ingår i släktet Hexoplon och familjen långhorningar. Inga underarter finns listade i Catalogue of Life.